# Mykoła Dżyha

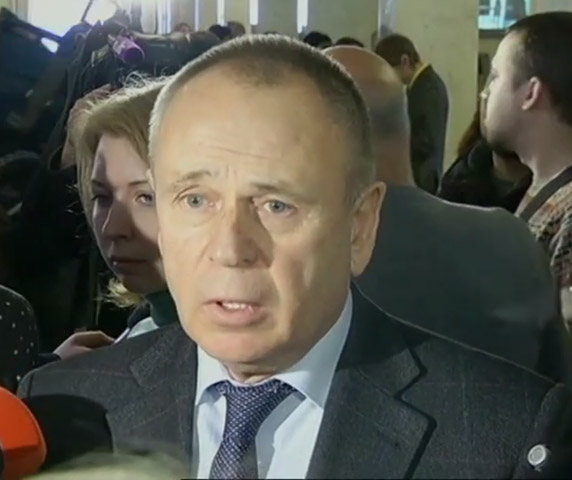
Mykoła Dżyha

Mykoła Wasylowycz Dżyha (ur. 15 maja 1949 w Jarowem w obwodzie winnickim) – ukraiński polityk, generał-pułkownik milicji, przewodniczący Winnickiej Obwodowej Administracji Państwowej.
W 1976 ukończył Akademię Ministerstwa Spraw Wewnętrznych Związku Radzieckiego. Był jednym z najbliższych współpracowników ministra Jurija Krawczenki, uczestniczył w dochodzeniu w sprawie zabójstwa Heorhija Gongadze.
2 czerwca 2010 mianowany przewodniczącym Winnickiej ODA.
Deputowany Rady Najwyższej Ukrainy V kadencji, członek Partii Regionów.